# Szklarska Poręba
Szklarska Poręba (Duits: Schreiberhau) is een stad en skigebied aan de Poolse kant van het Reuzengebergte, in het woiwodschap Neder-Silezië gelegen in de powiat Jeleniogórski in Polen. Voor 1945 lag de plaats in Duitsland. 

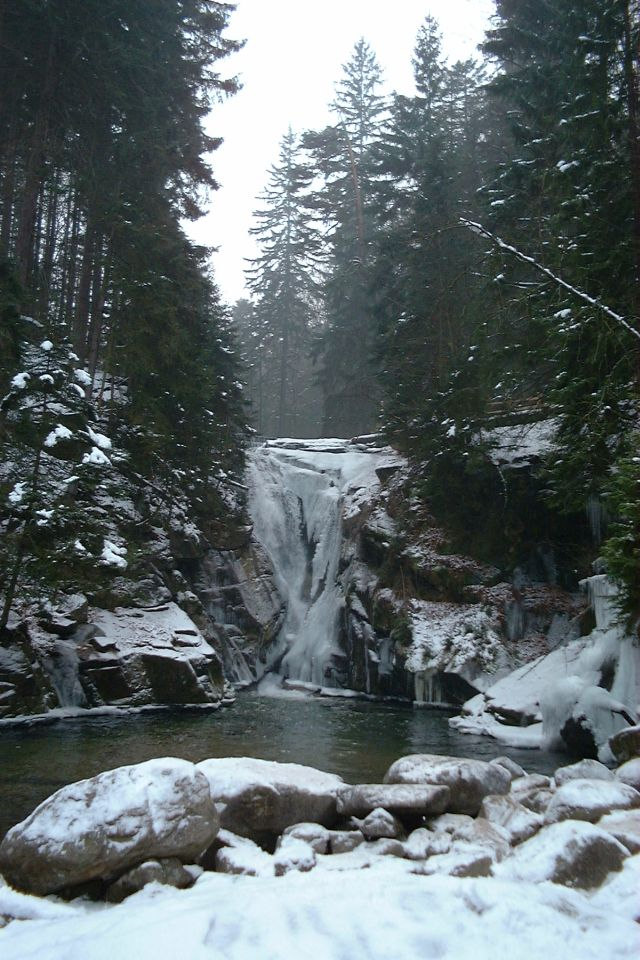
De waterval "Szklarka"

De geschiedenis van de stad is nauw verbonden met de ontwikkeling van glasblazerij en het delven van goud en edelstenen. Sinds 1945 ontwikkelde Szklarska Poręba zich tot een toeristische trekpleister, met een skischans, stoeltjeslift en vele langlaufloipes.
De oppervlakte bedraagt 75,42 km², het inwonertal 7156 (2005). Het stadje ligt in de vallei van de rivier Kamienna, daarmee ligt zij op een hoogte van 480 tot 880 m boven zeeniveau.
Bezienswaardig is de 13 meter hoge waterval (Wodospad Szklarka), met aan de voet een hotel. Deze waterval wordt nog overtroffen door de Wodospad Kamieńczyka van 27 meter.
In de winter kan men skiën in de skiarena Szrenica en in de zomer is het een wandel- en fietsgebied.

## Geboren
- Roswitha Emonts-Gast (1944), atlete